# Пешкунський район
Пешкунський район (узб. Пешку тумани, Peshku tumani) — район у Бухарській області Узбекистану. Розташований у північній частині області. Утворений в 1978 році. Центр — міське селище Янгібазар.
| Узбекистан | Це незавершена стаття з географії Узбекистану. Ви можете допомогти проєкту, виправивши або дописавши її. |